# ¡Adiós, Cordera!
¡Adiós, Cordera! és un relat que pertany a la col·lecció El Señor y lo demás, son cuentos, de Leopoldo Alas "Clarín". La col·lecció va aparèixer publicada a Madrid l'any 1893 per Manuel Fernández i Lasanta Editor i engloba la novel·la curta "El Señor" i una sèrie de contes que la segueixen: "¡Adiós, Cordera!", "Cambio de luz", "El centauro", "Rivales", "Protesto", "Un viejo verde", "Cuento futuro", "Un jornalero", "Benedictino", "La Ronca" i "La rosa de oro". "¡Adiós, Cordera!" destaca per ser, d'entre tots ells, el més líric i emotiu.

## Context filosòfic i literari
"¡Adiós, cordera!" apareix a la dècada dels 90, quan es desenvolupa a Espanya la llavor espiritual que s'havia concebut a finals dels 80 amb el Krausisme. Es tracta d'un moment en què, per la forta tradició religiosa i cristiana i per la dèbil minoria laica existent, l'equilibri krausista entre positivisme-naturalisme i espiritualisme cedeix finalment a favor del segon. Així, l'àmbit espiritual i religiós substitueix el positivisme com a àmbit d'interès per a la societat i es perd la confiança en què la matèria pugui donar raó i explicació a les coses. En l'àmbit literari, l'escriptor renuncia a vincular la psicologia i l'actitud dels seus personatges a factors genètics o materials, i el propòsit observacional del naturalisme i el seu esperit més crític i satíric es substitueixen ara per una continguda tendresa, delicadesa i sensibilitat. No obstant això, i encara que el plantejament literari canviï, els supòsits ideològics subjacents segueixen sent els mateixos: la denuncia al món urbà com una societat hipòcrita, materialista, falta de valors morals i espirituals. Contraposada a ella, existeix una defensa i apologia del món rural i campestre i del seu bucòlic i senzill mode de vida.

## Argument
En el prat Somonte, a Astúries, en el camí que va d'Oviedo a Gijón, dos germans bessons anomenats Pinín i Rosa han tingut cura i han establert un intens vincle al llarg dels anys amb la Cordera, una vaca que la seva mare ja morta els va deixar projectant en ella la seva maternitat i amb l'esperança que els servís de manteniment econòmic en la seva absència. No obstant això, davant dels nombrosos deutes que l'acorralen, Anton de Chinta, el pare, es veu ara obligat a vendre l'animal i enviar-lo a l'escorxador. Es tracta d'una separació traumàtica pels dos germans i que de nou es repeteix en l'interior de la Rosa quan, anys més tard, Pinín és allunyat d'ella i del seu pare per anar-se'n, junt amb altres reclutes, a la guerra carlista.

## Estructura
La trama pot dividir-se en tres parts:
1. L'inici o plantejament, en el qual es presenten els personatges principals —la Rosa, en Pinín i la Cordera— i les relacions sentimentals existents entre ells. Es divideix en dues subparts:
  - una primera subpart que presenta el caràcter dels personatges a través de la perspectiva amb la qual cadascun d'ells contempla el ferrocarril i el telègraf.
  - una segona subpart que presenta l'amor recíproc que existeix entre els tres, és a dir, entre la vaca i els dos nens.
2. El nus, en el qual es presenten els problemes econòmics familiars i la decisió d'Anton de desprendre's de l'animal. Es divideix en dues subparts:
  - una primera subpart en què després de valorar la situació, Anton de Chinta determina finalment vendre a la Cordera.
  - una segona subpart en què ven a l'animal i que, paradoxalment, i al posar-li un preu desorbitat, mostra la tendresa que li té i la lluita interna que li suposa haver de desfer-se d'ell. Així mateix, en aquesta part es fa esment al passat, a la mort de la seva esposa i als desitjos que aquesta va projectar sobre la figura de la vaca.
3. El desenllaç, en el qual la fatalitat irromp en la família trencant els llaços que la unien. Aquesta part es divideix en dues subparts: 
  - una primera subpart que relata l'allunyament de la Cordera, veient-la els dos petits passar en el tren que se l'endurà a l'escorxador..
  - una segona subpart que relata, anys després, l'allunyament d'en Pinín, veient-lo la Rosa passar en el tren que se l'enduu a la guerra.

## Observacions
A destacar és el valor simbòlic que adquireixen, en el prat Somonte, el ferrocarril i el telègraf. Es tracta dels dos únics elements representatius, per als nens, del món urbà i del progrés tècnic, i que són contemplats al principi amb il·lusió i innocència i ja, un cop la desgràcia penetra en les seves vides i la Cordera és duta a l'escorxador amb tren, amb odi i amb rancor. Es tracta aquest d'un canvi de perspectiva a través del qual l'autor pot expressar, sense caure en melodramatismes, el dolor que senten els nens per la pèrdua de la vaca i la intensitat del seu amor cap a ella i a través del que pot, també i ja secundàriament, iniciar la denuncia: davant el que és autòcton, davant la vida rural i el vitalisme i la felicitat associats a ella, allò forà, el món urbà i civilitzat i el seu progrés tècnic i econòmic s'entenen com a enemics i agressors. No obstant això, la influència determinista encara es deixa notar i els valors afectius són fatalment derrotats per la imposició dels valors econòmics.
La denúncia, però, és secundària, perquè queda postergada per allò més líric i emocional. De fet, el lirisme allunyat del melodramatisme posromàntic és la principal característica d'aquest conte. Per tant, "Adiós, Cordera" és un conte, però que es troba, pel seu lirisme, molt proper a la poesia.
"Adiós, Cordera" és un conte aparentment senzill i que segueix el desenvolupament argumental prototípic del gènere del conte. No obstant això, des del seu inici l'autor ha dissenyat molt a consciència cada paraula dotant-la d'un valor simbòlic orientat cap al futur i que és el que li dona al desenllaç l'autèntica força, és a dir, l'inici del conte és, a part del seu plantejament, també l'ànima del conte, ja que és el que actua com a suport afectiu del desenllaç i el que determina, així, el seu sentit últim. L'última frase del conte és la que millor representa el xoc amb l'emoció acumulada des del plantejament i és el clímax de l'angoixa.